# Mutual Street Arena
Mutual Street Arena (sprva poimenovana Arena Gardens ali zgolj Arena) je bila hokejska dvorana v Torontu, Ontario. Od 1912 do 1931 je imela status glavnega prizorišča tekmovalnega hokeja na ledu v Torontu, v njej so lokalna moštva igrala svoje domače tekme v ligah National Hockey Association (NHA), National Hockey League (NHL), Ontario Hockey Association (OHA) in International Hockey League (IHL). Na začetku 30. let jo je zamenjala novozgrajena dvorana Maple Leaf Gardens.
Šlo je za tretje drsališče v Kanadi z mehanično zmrznjeno oziroma umetno ledeno podlago. Dolga leta je bila Mutual Street Arena tudi edini tovrstni objekt v vzhodni Kanadi. Dvorana se je leta 1923 v zgodovino zapisala kot prizorišče prve hokejske tekme v zgodovini, ki so jo prenašali po radiu. Dvorano so uporabljali tudi za glasbene koncerte, srečanja in ostale športne dogodke, med drugim za priredbo tekmovanj poklicnih rokoborcev. Dvorano so kasneje spremenili v curling klub in kotalkališče.

## Zgodovina
Dvorano so odprli leta 1912, stroški gradnje so do odprtja narasli do zneska 500.000 dolarjev.  V času odprtja je bila dvorana s svojo kapaciteto 7.500 obiskovalcev največja dvorana v Kanadi. Drsališče si je lastilo podjetje Toronto Arena Company, ustanovljeno 19. septembra 1911. Predsednik podjetja je bil sir Henry Pellatt, vrhovni direktor Lol Solman in pomožni direktorji Aemilius Jarvis, Joseph Kilgour, T.W. Horn, R.A. Smith in polkovnik Carlson, aktivno vlogo pri odločanju sta imela tudi še dva druga direktorja iz Montreala. Dvorano so sicer zgradili med ulicama Dundas Street in Shuter Street, na lokaciji nekdanjega drsališča Mutual Street Rink, ki so ga predhodno uporabljali za curling in drsanje.
Dvorana je sprva služila kot domača dvorana NHA moštev Toronto Blueshirts in Toronto Tecumsehs, a se je gradnja kljub predhodnim izračunom zavlekla. To je pomenilo, da omenjeni moštvi nista nastopali v sezoni 1911/12, kot je bilo načrtovano. Prvo poklicno hokejsko tekmo so tako v dvorani odigrali šele 25. decembra 1912. 
V dvorani so trikrat igrali finale Stanleyjevega pokala, pri čemer se je končne zmage vselej veselilo domače moštvo iz Toronta. Niz so začeli Toronto Blueshirts leta 1914, ga nadaljevali Torontos leta 1918 in končali Toronto St. Patricks (predhodno znani kot Torontos oziroma Toronto Arenas) leta 1922. V dvorani so med letoma 1919 in 1931 tudi devetkrat gostili finale Memorial Cupa, najpomembnejšega kanadskega mladinskega hokejskega tekmovanja.  Klub Toronto St. Patricks se je leta 1927 preimenoval v Toronto Maple Leafs in pod tem imenom še danes nastopa v ligi NHL. Ekipa je nato v dvorani Arena Gardens igrala le še do odprtja nove dvorane Maple Leaf Gardens v letu 1931.
Ker je do poznih 20. let šlo za edini objekt z umetno vzdrževano ledeno ploskvijo vzhodno od Manitobe, so St. Patricksi dvorano pogosto prepuščali v uporabo drugim moštvom. Ta so dvorano uporabljala kot nevtralno prizorišče svojih tekem, še posebej v začetnih in zaključnih mesecih sezon, ko je bilo pretoplo za naravni led. 
8. februarja 1923 so v dvorani spisali zgodovino, ko je radijska postaja CFCA, v lasti časopisnega podjetja Toronto Star, predvajala prvi radijski komentar kake hokejske tekme v zgodovini. V anale se je kot komentator oziroma povzemalec dogajanja vpisal Norman Albert, igrali pa sta ekipi North Toronto in Midland. Tekmo lige OHA Intermediate je dobilo lokalno moštvo North Toronto (iz severnega Toronta) z rezultatom 16–4. 
Kasneje tisto sezono je pričel vodilno vlogo pri radijskih komentarjih hokejskih tekem prevzemati Foster Hewitt, ki se je v vlogi radijskega komentatorja za Hockey Night in Canada udejanjal še vse tja do začetka 60. let. 14. februarja 1923, manj kot teden dni po zgodovinskem Albertovem komentarju, se je v zgodovino vpisal še Hewitt - tokrat kot prvi radijski komentator katere koli NHL tekme v zgodovini. To tekmo so prav tako odigrali v dvorani Arena Gardens, nasproti sta si stali ekipi Toronto St. Patricks in Ottawa Senators. 
10. junija 1925 je v dvorani potekalo celo versko srečanje Kanadske prezbiterijanske cerkve, Kanadske metodistične cerkve in Kongregacijske zveze Kanade. Na tem srečanju so vse tri cerkve združili v eno, v Združeno kanadsko cerkev.
Po odhodu Maple Leafsov so v dvorani še naprej prirejali hokejske tekme, a so svoje priložnosti dobivali tudi ostali športi. Med drugim so se občinstvu v dvorani predstavili: kolesarske dirke in Torchy Peden, boks in Sammy Luftspring, rokoborba in Stan Stasiuk ter tenis in Pancho Segura. Januarja 1943 je v dvorani s svojo skupino gostoval džezovski glasbenik Glenn Miller. Kasneje se je celo izkazalo, da je bilo to edino gostovanje v Torontu za njega in njegovo glasbeno skupino. Leta 1954 so v dvorani priredili prvo predstavo s čolni v Torontu. Istega leta se je v dvorani pričel tudi Melody Fair, sklop različnih glasbenih in kulturnih dogodkov. 
Leta 1938 so lastniki dvorano oddali v najem Williamu Dicksonu, ki jo je spremenil v rekreacijski objekt - pozimi je rekreativcem ponudil drsanje, poleti pa kotalkanje. Tistega leta so spremenili tudi ime dvorane, in sicer v Mutual Street Arena.  Dickson je objekt leta 1945 dokončno odkupil in naslednjih 43 let je ostal v lasti njegove družine. Leta 1962 so nato dvorano prenovili, prenova je stala 3 milijone dolarjev. Prenovljena dvorana je odtlej premogla 18 stez za curling, parkirno garažo in novo pročelje.  Dvorano so tedaj preimenovali v The Terrace (Terasa) in to ime se je obdržalo okoli 25 let, vse dokler niso dvorane leta 1988 prodali. S prodajo se je tudi prenehalo obdobje športne namembnosti zgradbe, saj so novi lastniki objekt povezali v stanovanjski kompleks. Slednji se ni obnesel in dvorana je svoja vrata dokončno zaprla 30. aprila 1989. Rušenje je sledilo nekaj mesecev pozneje.